# Moulin à vent de Verchères
Ne doit pas être confondu avec Moulin à vent Dansereau de Verchères.

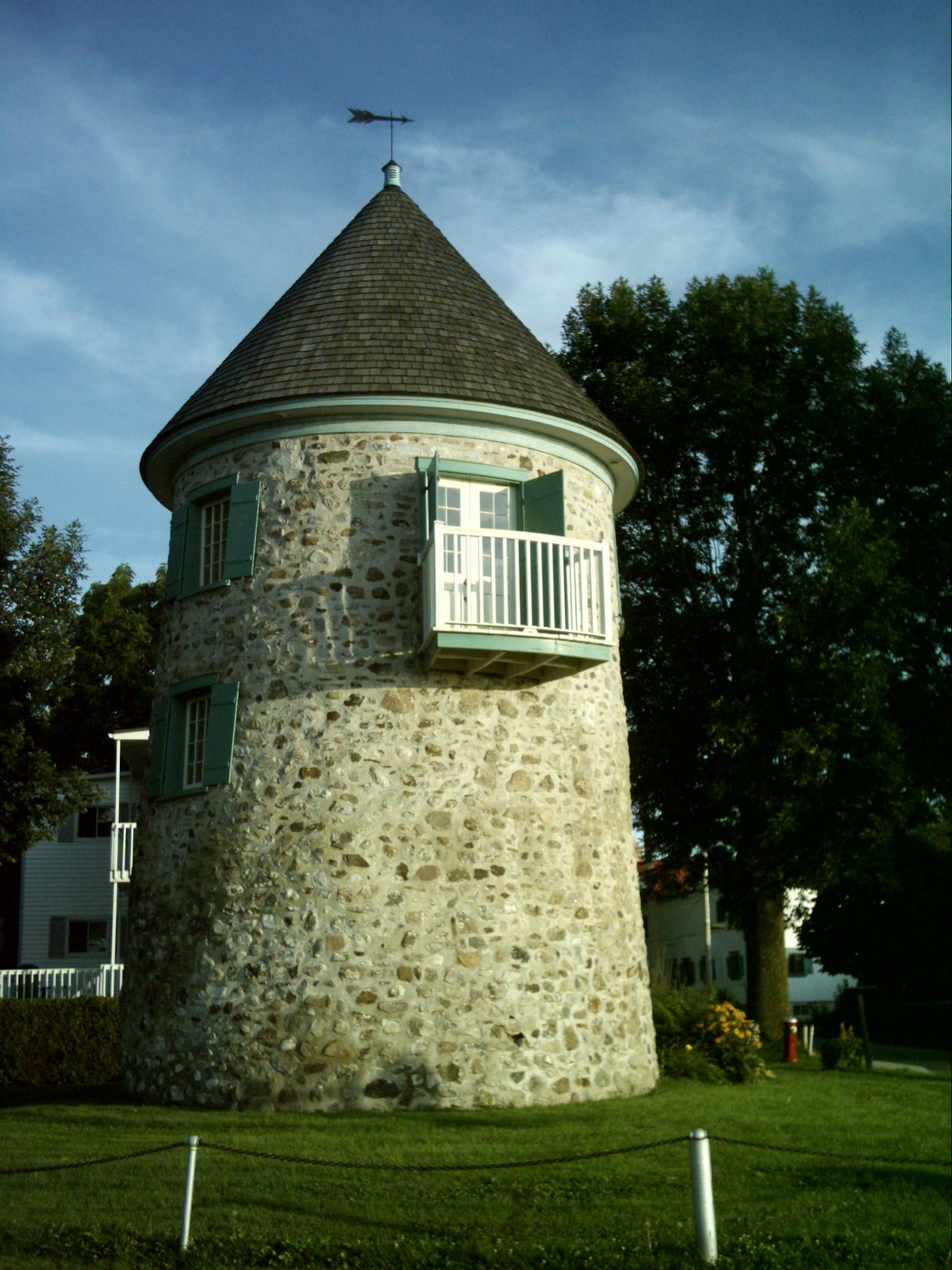
Moulin à vent de Verchères

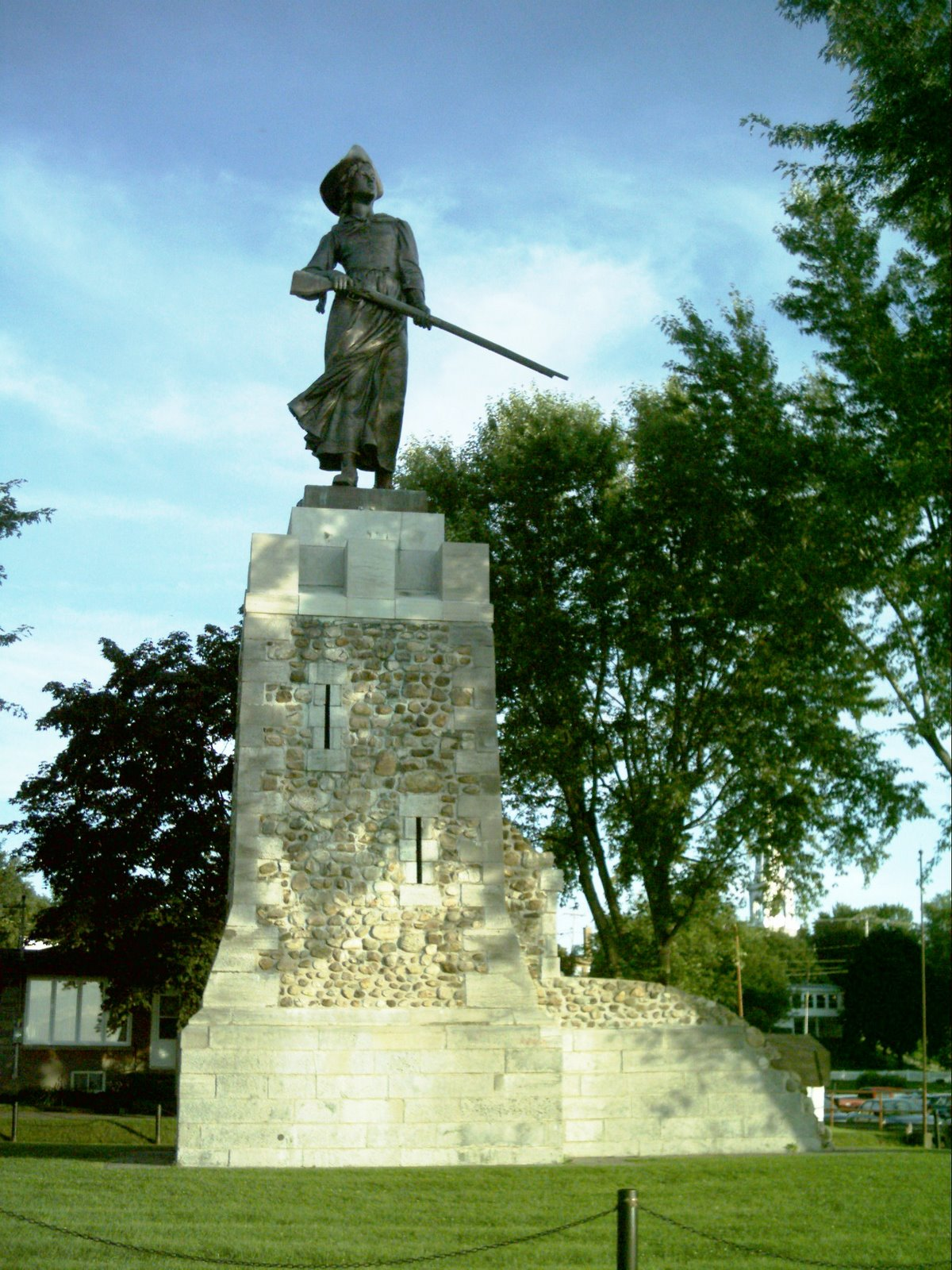
Monument à Madeleine de Verchères

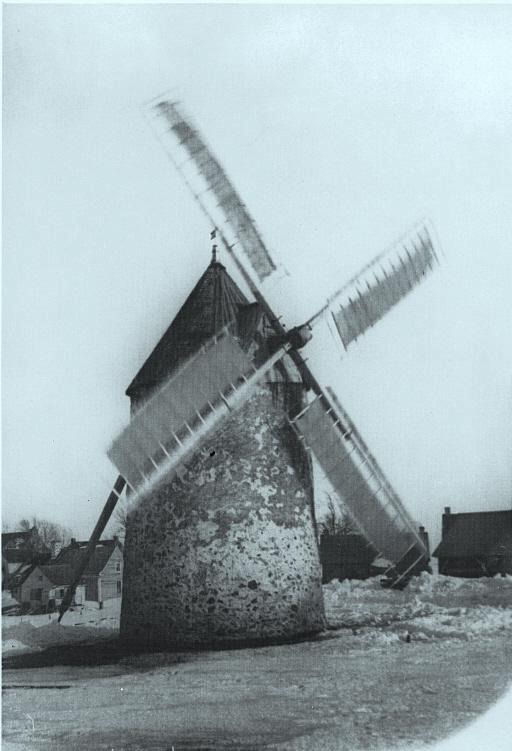
Autre moulin de Verchères en 1865 : voir article Moulin à vent Dansereau

Le Moulin à vent de Verchères est l'un des 18 derniers moulins à vent du Québec au Canada. Il est situé aux abords du Saint-Laurent à Verchères en Montérégie. Ce moulin banal a été construit vers 1730 et classé bien archéologique en 1983. On peut voir à côté du moulin la statue de bronze de Madeleine de Verchères. 

## Identification
- Nom du bâtiment : Moulin à vent de Verchères
- Autre nom : Moulin banal
- Adresse civique : rue Madeleine
- Municipalité : Verchères
- Propriété : Municipalité de Verchères
- Usage : moulin à farine

## Construction
- Date de construction : vers 1730
- Nom du constructeur :
- Nom du propriétaire initial : Jean-Baptiste Jarret, fils unique de François Jarret, sieur de Verchères

## Chronologie
- Évolution du bâtiment :
- Autres occupants ou propriétaires marquants :
  - 1752 : Madeleine d'Ailleboust, veuve de Jean-Baptiste Jarret
  - 1781 : Jean-Baptiste Hertel de Rouville
  - 1815 : Madeleine de Saint-Blain, épouse de René Boucher de Boucherville
  - 1834 : Théophile Monjeau, tanneur du village
  - 1881 : Napoléon Sénécal
  - 1913 : Gouvernement du Canada
- Transformations majeures :
  - 1913 : utilisé comme phare jusqu'en 1949

## Protection patrimoniale
Classé bien archéologique en 1983

## Mise en valeur
- Constat de mise en valeur :
- Site d'origine : Oui
- Constat sommaire d'intégrité :
- Responsable :